# NGC 6111
NGC 6111 é uma galáxia elíptica (E?) localizada na direcção da constelação de Draco. Possui uma declinação de +63° 15' 41" e uma ascensão recta de 16 horas, 14 minutos e 22,7 segundos.
A galáxia NGC 6111 foi descoberta em 31 de Maio de 1887 por Lewis A. Swift.